# Rima San Giuseppe
Rima San Giuseppe – miejscowość i gmina we Włoszech, w regionie Piemont, w prowincji Vercelli.
Według danych na rok 2004 gminę zamieszkiwało 76 osób, 2,2 os./km².
1 stycznia 2018 gmina została zlikwidowana.